# Theodorus van der Croon
Pour les articles homonymes, voir Croon.
Theodorus van der Croon (né le 7 juin 1668, mort le 9 juin 1739) est le troisième archevêque vieux-catholique d'Utrecht.

## Biographie
Van der Croon est ordonné prêtre en 1694. À Gouda, il succède à Ignatius Walvis, décédé en 1714, comme curé "de kleine St. Jan aan de Hoge Gouwe". Cette paroisse s'est rangée du côté de Petrus Codde et s'est séparée de l'Église catholique romaine en 1723 et devient une partie de la clérésie vielle-épiscopale, l'Église vieille-catholique. Van der Croon est élu archevêque d'Utrecht le 22 juillet 1733 par le chapitre unanimement. Comme ses deux prédécesseurs, il est ordonné par Dominique-Marie Varlet. Cette consécration a lieu le 28 octobre 1734. Le pape Clément XII déclare l'ordination illicite. Jusqu'à sa mort en 1739, Van der Croon cumule sa fonction d'évêque avec celle de curé à Gouda. Pendant cette période, il ne réside pas à Utrecht, mais à Gouda.
Son ouvrage  Acta quaedam ecclesiae ultraiectinae exhibita in defensionem iurium illustrissimi archiepiscopi et capituli eiusdem ecclesiae adversus scripta eminentissimi cardinalis archiepiscopi mechliniensis cum praefatione ad omnes inclytae Germaniae episcopos, paru à La Haye en 1737, est mis à l’Index librorum prohibitorum le 21 avril 1738.